# Lisewo (Gniewino)
Lisewo (deutsch Lissow) ist ein Dorf in der polnischen Woiwodschaft Pommern und gehört zum Verwaltungsbezirk Landgemeinde Gniewino (Gnewin) im Powiat Wejherowski (Neustädter Kreis).

## Geographische Lage
Das Dorf liegt in Hinterpommern, in der Kaschubei, auf einem Berg, an der Grenze zur historischen Region Westpreußen, etwa 25 Kilometer nordöstlich der Stadt Lauenburg in Pommern, 15 Kilometer nordwestlich der Stadt Wejherowo (Neustadt in Westpreußen) und 3 ½ Kilometer südsüdöstlich des Dorfs Gnewin.

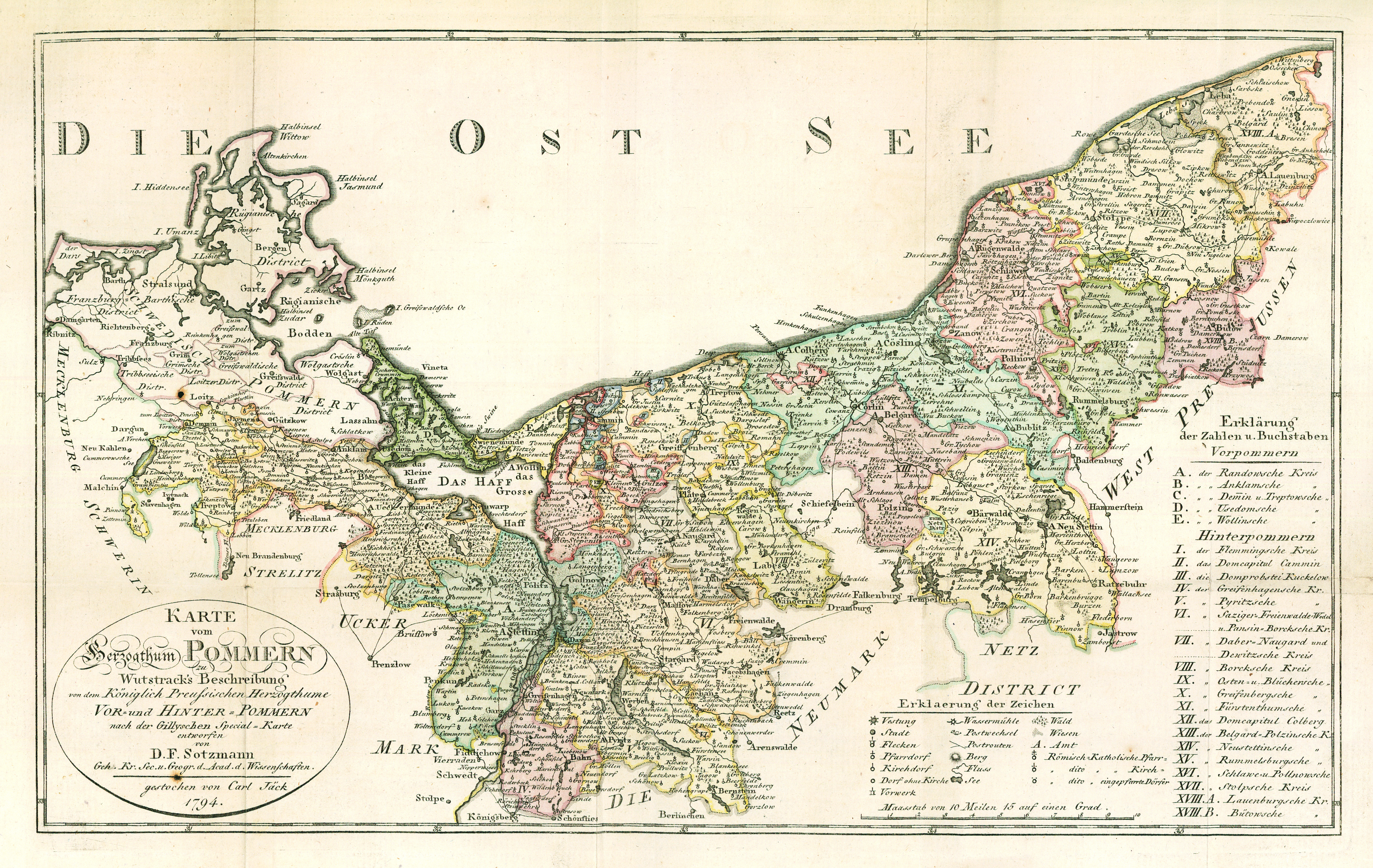
Lissow, als nordöstlicher Grenzort des Herzogtums Vor- und Hinterpommern, nordöstlich von Lauenburg in Pommern und südsüdöstlich von Gnewin, auf einer Landkarte von 1794

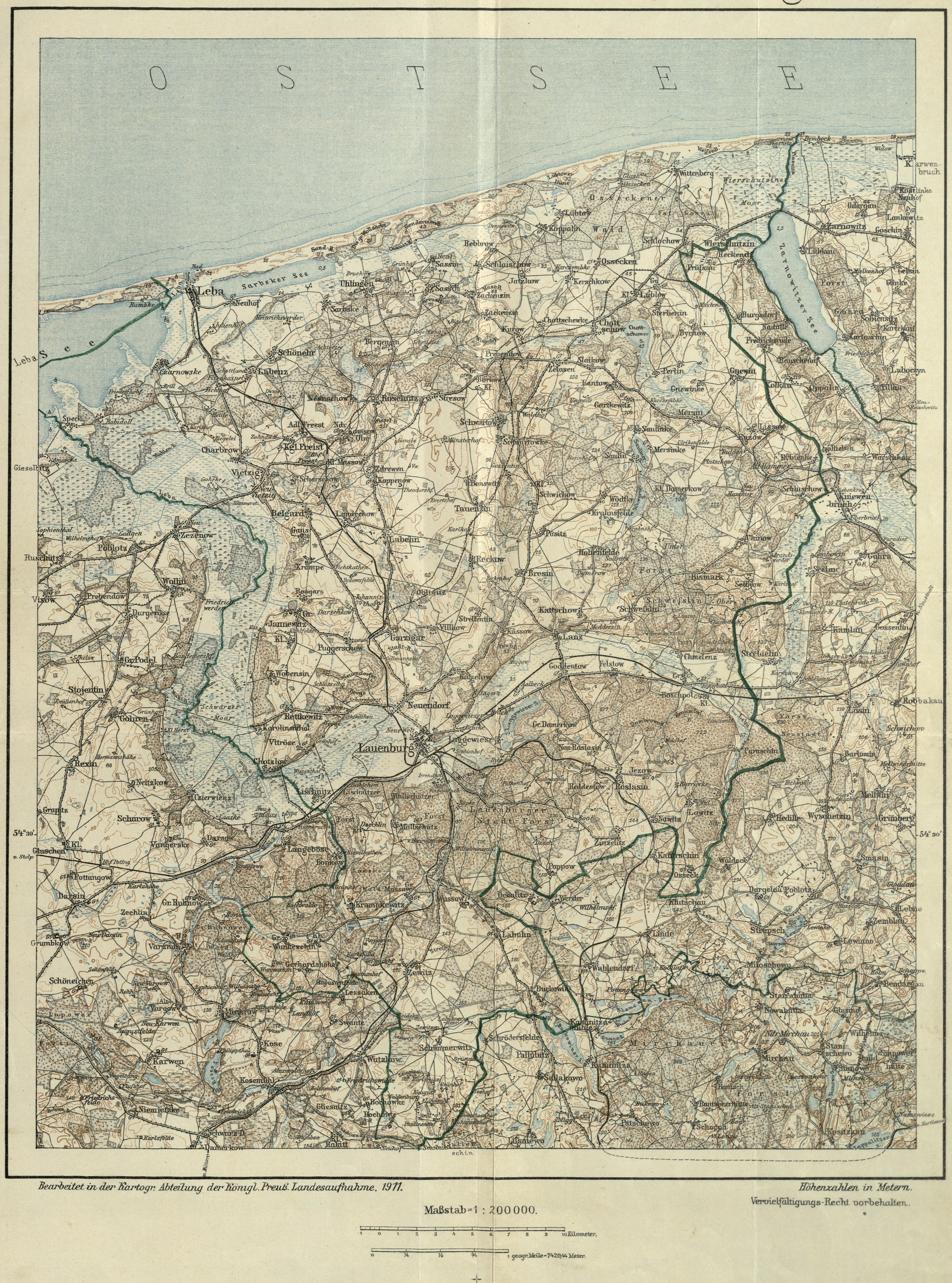
Lissow, nordöstlich der Stadt Lauenburg in Pommern, ostsüdöstlich der Stadt Leba, südlich des Zarnowitzer Sees und südsüdöstlich des Dorfs Gnewin, auf einer Landkarte von 1911

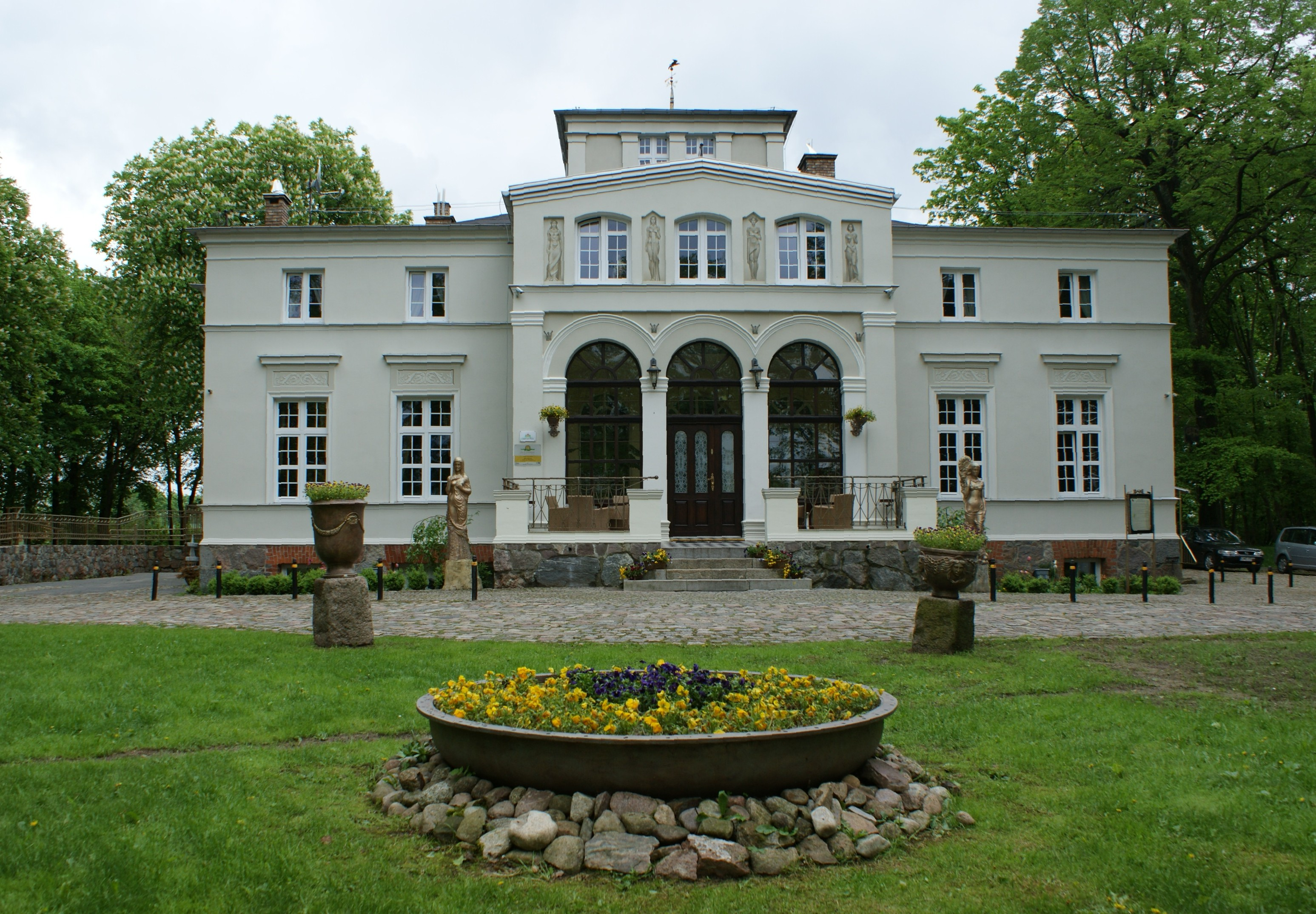
Ehemaliges Gutshaus Lissow (2013)

## Geschichte
Das Dorf Lissow war in älterer Zeit Stammsitz der autochthonen kassubischen Adelsfamilie Lissow.  Nach Schultz wurde 1404 ein Zeuge aus dem Dorf urkundlich erwähnt. Johann und Georg von Lissow werden 1658 in einem Huldigungsregister aufgeführt.  Die Familie Lissow, die später auf anderen Gütern saß und in Lissow nicht mehr vertreten war, starb 1700 im Mannesstamm aus.
Um 1780 hatte Lissow ein Vorwerk, zwei Kossäten, auf der Feldmark des Dorfs das Ackerwerk Kostkow mit zwei Katen, einen Wald, einen Karpfen- und Karauschenteich und sieben Feuerstellen (Haushaltungen); Besitzer des zu Gnewin eingepfarrten Dorfs war Johann George Bernhard Freiherr von Weydenberg.
Im Jahr 1831 wurden das Gut Lissow nebst Vorwerk Kostow und Anteil an dem Bauerndorf Tadden sowie das benachbarte Gut Enzow, deren Wert auf 8214 Reichstaler, acht Silbergroschen und zehn Pfennige bzw. auf 11.744 Reichstaler und 13 Silbergroschen geschätzt worden war, vom Oberlandesgericht Köslin zum Kauf an den Meistbietenden angeboten. In der Folgezeit fanden mehrere Besitzerwechsel statt; in den 70er Jahren des 19. Jahrhunderts wurde der herrschaftliche Wohnsitz von Alt Lissow nach Neu Lissow verlegt. Auf einem Waldhügel an der Lissow-Enzower Grenze befand sich ehemals eine Begräbnisstätte der Familie Thadden.
Am 1. April 1927 hatte das Gut Lissow eine Flächengröße von 549 Hektar, und am 16. Juni 1925 hatte der Gutsbezirk 224 Einwohner. Am 30. September 1928 wurde der Gutsbezirk Lissow in die Landgemeinde Tadden eingegliedert.
Lissow war vor 1945 eine Wohnstätte in der Landgemeinde Tadden im Kreis Lauenburg in Pommern im Regierungsbezirk Köslin der preußischen Provinz Pommern im Deutschen Reich.  
Gegen Ende des Zweiten Weltkriegs besetzte im Frühjahr 1945 die Rote Armee die Region. Bald darauf wurde der Wohnplatz Lissow zusammen mit ganz Hinterpommern und Westpreußen von der Sowjetunion der Volksrepublik Polen zur Verwaltung überlassen. Anschließend begann in Lissow die Zuwanderung polnischer Zivilisten, von denen die Alteinwohner aus ihren Häusern und Gehöften gedrängt wurden. Der Ortsname Lissow wurde zu Lisewo polonisiert. In der darauf folgenden Zeit wurden die einheimischen Bewohner aus von der polnischen Administration aus Lissow vertrieben.
Das Dorf ist Teil der Gmina Gniewino im Powiat Wejherowski in der Woiwodschaft Pommern (1975 bis 1998 Woiwodschaft Danzig).

### Demographie
| Jahr | Einwohner | Anmerkungen                                                             |
| ---- | --------- | ----------------------------------------------------------------------- |
| 1818 | 25        | Dorf, adlige Besitzung                                                  |
| 1822 | 29        | mit dem Vorwerk Kostkow                                                 |
| 1852 | 85        | [ 10 ]                                                                  |
| 1867 | 118       | am 3. Dezember, Gutsbezirk                                              |
| 1871 | 108       | am 1. Dezember, Gutsbezirk, davon 102 Evangelische und sechs Katholiken |
| 1910 | 112       | Gutsbezirk, am 1. Dezember                                              |
| 1925 | 224       | Gutsbezirk, am 16. Juni                                                 |

## Kirche

### Kirchspiel bis 1945
Die vor 1945 im Gutsbezirk Lissow lebenden Einwohner gehörten mit großer Mehrheit der evangelischen Konfession an.
Lissow war in das evangelische Kirchspiel Gnewin  im Kirchenkreis Lauenburg in Pommern der Kirchenprovinz Pommern der Kirche der Altpreußischen Union eingepfarrt. 1
Das katholische Kirchspiel war in  Wierschutzin.

### Polnisches Kirchspiel seit 1945
Die seit 1945 und Vertreibung der einheimischen Dorfbewohner anwesende polnische Einwohnerschaft ist mit wenigen Ausnahmen katholisch. Das Dorf ist der 1977 gebildeten Pfarrei Gniewino (Gnewin) im Dekanat Gniewino im Bistum Pelplin der Katholischen Kirche in Polen angegliedert. 
Evangelische Polen sind dem Pfarramt der Kreuzkirchengemeinde in Stolp in der Diözese Pommern-Großpolen der Evangelisch-Augsburgischen Kirche in Polen zugeordnet, deren Filialkirche in Lębork (Lauenburg in Pommern) steht.

Windkraftanlage bei dem Dorf
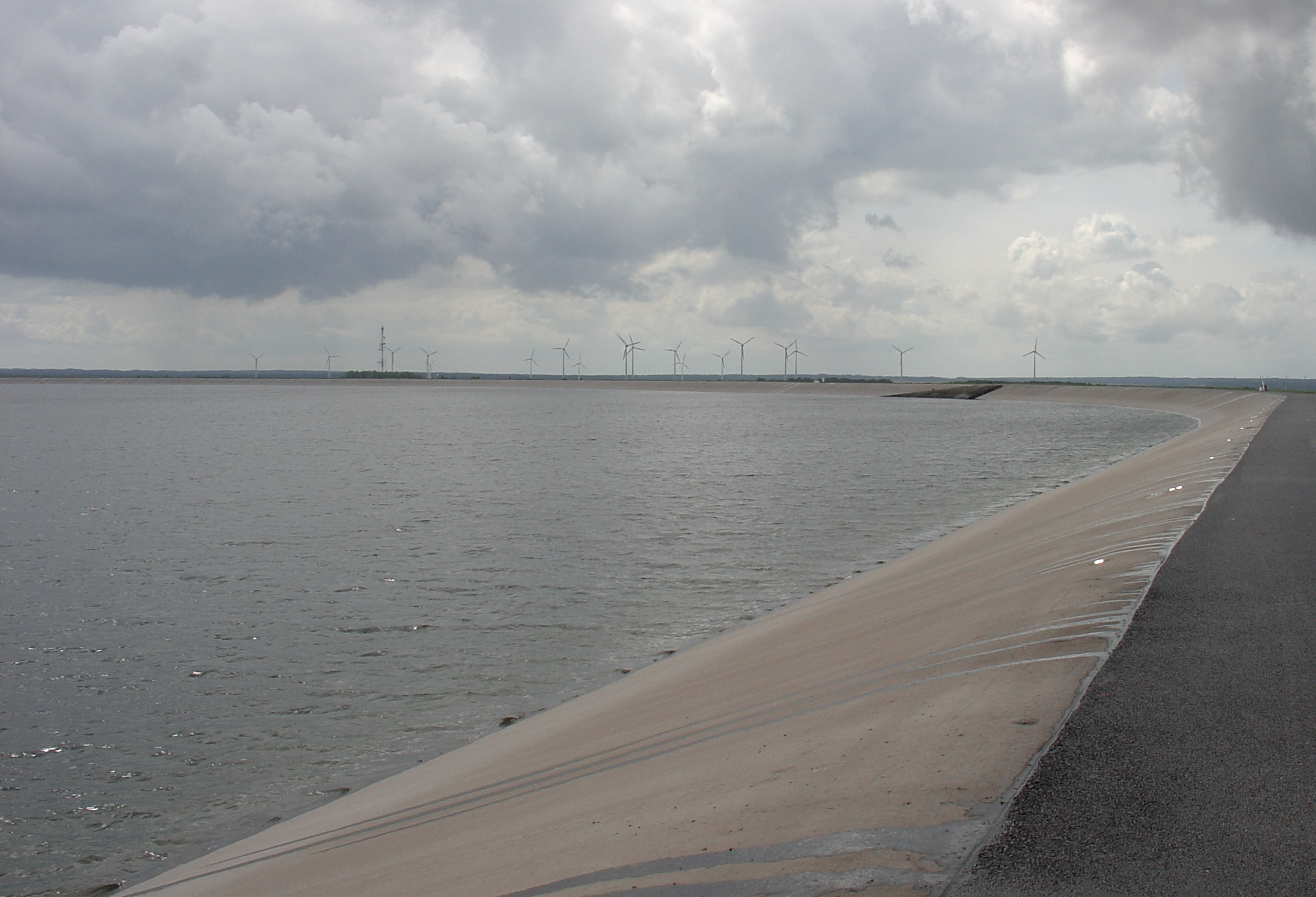
2007
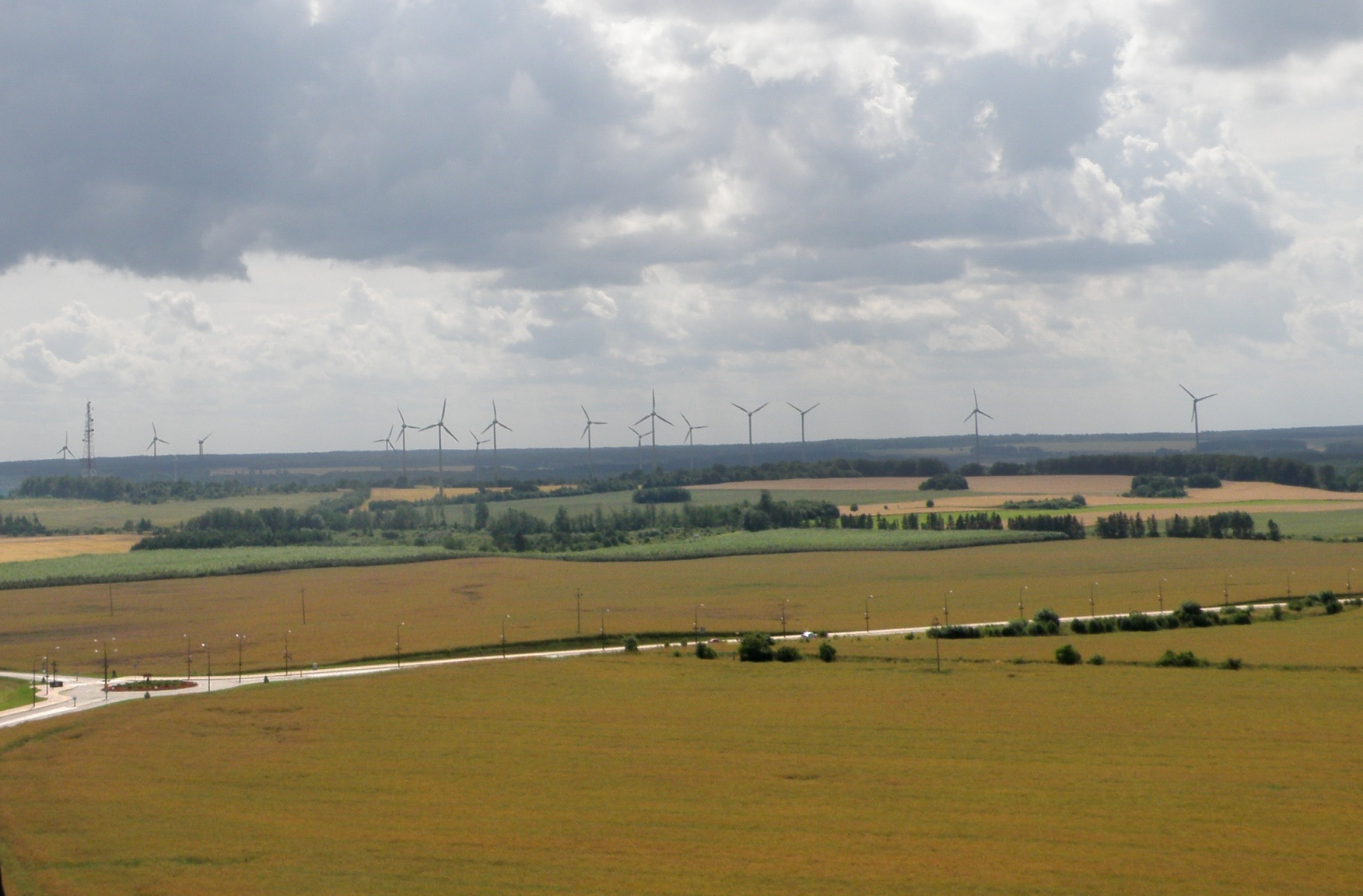
2012
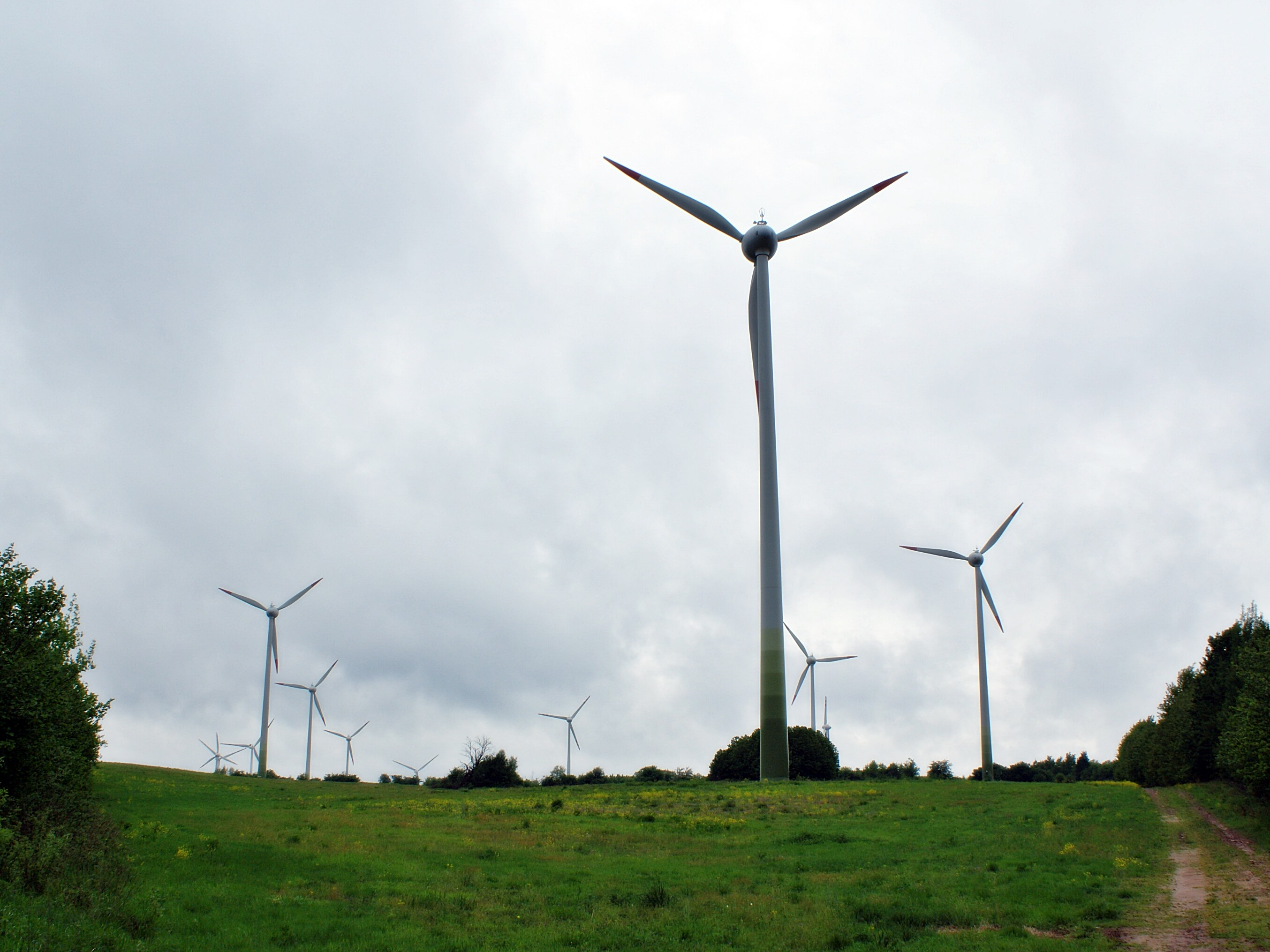
2013